# Sammo Hung

Sammo Hung (nascido em 7 de janeiro de 1952), também conhecido como Hung Kam-bo (chinês tradicional: 洪金寶, chinês simplificado: 洪金宝, pinyin: Hóng Jīnbǎo), é um ator, artista marcial, produtor e diretor de Hong Kong, conhecido por seu trabalho em muitos filmes de artes marciais e filmes de ação de Hong Kong. Ele tem sido um coreógrafo de luta para outros atores, como Jackie Chan.
É uma das figuras centrais que liderou o movimento New Wave de Hong Kong na década de 1980, ajudou a reinventar o gênero das artes marciais e iniciou o gênero jiangshi, parecido com um vampiro. Ele é amplamente creditado por ajudar muitos de seus compatriotas, dando-lhes seus inícios na indústria cinematográfica de Hong Kong, lançando-os nos filmes que ele produziu, ou dando-lhes papéis na equipe de produção.
Jackie Chan é freqüentemente chamado de "Da Goh" (chinês tradicional: 大哥, pinyin: dà gē), que significa "Grande irmão". Sammo Hung também era conhecido como "Da Goh", até as filmagens do Project A, que contou com os dois atores. Como Sammo era o mais velho dos "irmãos" de kung fu e o primeiro a fazer uma marca na indústria, recebeu o apelido de "Da Goh Da" (chinês tradicional: 大哥大, pinyin: dà gē dà), ou seja, "Grande grande irmão" ou "O maior grande irmão".

## Filmografia
- Education of Love (愛的教育) (1961)
- Big and Little Wong Tin Bar (1962)
- The Birth of Yue Fei (岳飛出世) (1962)
- The Princess and the Seven Little Heroes (公主與七小俠) (1962)
- Father and Son (1963)
- A Touch of Zen (俠女) (1969)
- The Angry River (鬼怒川) (1970)
- The Invincible Eight (天龍八將) (1971)
- Lady Whirlwind (鐵掌旋風腿) ou Deep Thrust (1972)
- Bandits from Shantung (山東響馬) (1972)
- Hapkido (合氣道) ou Lady Kung Fu (1972)
- Operação Dragão (Enter the Dragon) (龍爭虎鬥) (1973)
- Kickmaster (1973)
- Bloody Ring ou Mandarin Magician (1973)
- Bruce Lee, D-Day at Macao (1973)
- The Devil's Treasure (黑夜怪客) (1973)
- Hong Kong Hitman (1974)
- The Tournament (中泰拳壇生死戰) (1974)
- The Association (艷窟神探) (1974)
- The Stoner (鐵金剛大破紫陽觀) ou Shrine of the Ultimate Bliss (1974)
- The Skyhawk (黃飛鴻少林拳) (1974)
- Usurpers of Emperor's Power (1975)
- The Man from Hong Kong (直搗黃龍) (1975)
- The Himalayan (密宗聖手) (1975)
- Kung Fu Stars (1975)
- The Valiant Ones (1975)
- All in the Family (1975)
- Hand of Death ou Countdown in Kung Fu (1976)
- Traitorous (1976)
- Shaolin Plot (1977)
- The Iron Fisted Monk (1977) (ator e diretor)
- Broken Oath (1977)
- Winner Take All (1977)
- The Dragon, the Odds (1977)
- Jogo da Morte (Game of Death) (1978)
- Warriors Two (1978)
- Dirty Tiger, Crazy Frog (1978)
- Operação Dragão Gordo (Enter the Fat Dragon) (1978) (ator e diretor)
- Fast Sword (1978)
- Knockabout (1979) (ator e diretor)
- The Incredible Kung Fu Master (1979)
- Magnificent Butcher (1979)
- Odd Couple (1979)
- Close Encounters of the Spooky Kind (1980) (ator e diretor)
- By Hook or by Crook (1980)
- Two Toothless Tigers (1980)
- The Victim (1980) (ator e diretor)
- Return of Secret Rivals (1980)
- Close Encounters of the Spooky Kind 2 (1980)
- Carry on Pickpocket (1982) (ator e diretor)
- The Dead and the Deadly (1982)
- Projeto China (Project A)(A計劃) (1983) (ator e diretor)
- Perdedores e Vencedores ou Confronto Terminal (Winners and Sinners ou 5 Lucky Stars) (1983) (ator e diretor)
- The Prodigal Son (1983) (ator e diretor)
- Pom Pom (神勇雙響炮) (1984)
- The Owl and Bumbo (貓頭鷹與小飛象) (1984) (ator e diretor)
- Detonando em Barcelona (Wheels on Meals ou Million Dollar Heiress (1984) (ator e diretor)
- End of Wicked Tigers (1984)
- Estrelas do Kung Fu (My Lucky Stars) (1985) (ator e diretor)
- From the Great Beyond (1985)
- Guard-costas do Inimigo (Twinkle, Twinkle Lucky Stars) (1985) (ator e diretor)
- Police Assassins (1985)
- Coração de Dragão ou A Primeira Missão (Heart of Dragon ou Heart of the Dragon ou The First Mission) (1985) (ator e diretor)
- Millionaire's Express ou Shanghai Express (1986) (ator e diretor)
- Lucky Stars Go Places ou The Luckiest Stars (1986)
- Spirit and Me (1986)
- The Haunted Island (1986) (ator e diretor)
- Eastern Condors (東方禿鷹) (1986) (ator e diretor)
- To Err Is Human (1987)
- Mr. Vampire 3 (1987)
- The 1987 Miss Asia Pageant (1987)
- Dragões Para Sempre (Dragons Forerever ou 3 Brothers (1988) (ator e diretor)
- Painted Faces (1988)
- China's Last Eunuch (1988)
- Paper Marriage (1988)
- Seven Warriors (1989) (ator e diretor)
- Pedicab Driver (1989) (ator e diretor)
- The Fortune Code (富貴兵團) ou Code of Fortune (1989)
- Shanghai Encounter (1990)
- Eight Taels of Gold (1990)
- Território Sangrento (Pantyhose Hero) (1990) (ator e diretor)
- Nutty Kickbox Cops (1990)
- Dragon Versus Phoenix (1990)
- Lethal Lady (1990)
- Missão na Ilha de Fogo (Island of Fire ou Island on Fire, The Burning Island (1990)
- She Shoots Straight (1990)
- Best Is the Highest (1990)
- Touch and Go ou Point of No Return (1991)
- Ghost Punting (1991) (ator e diretor)
- Lover's Tear (1991)
- The Tantana (1991)
- My Flying Wife (1991)
- Daddy, Father and Papa (1991)
- Gambling Ghost (1991)
- The Banquet (1991)
- Slickers vs. Killers (1991) (ator e diretor)
- The Moon Warriors (1993) (diretor)
- Human Night in Painted Skin (1993)
- O Culto do Mal ou Zhang - O Bárbaro (The Evil Cult) (1993)
- Blade of Fury (1993) (ator e diretor)
- Don't Give a Damn ou Burger Cop (1994) (ator e diretor)
- Somebody Up There Likes Me (1996)
- How to Meet the Lucky Stars (1996)
- The Stunt Woman (1996)
- Mr. Nice Guy - Bom de Briga (Mr. Nice Guy ou SuperChef) (1997) (ator e diretor)
- A Chinese Ghost Story: The Tsui Hark Animation (1997)
- Xiao Qian (小倩) (1997) (voice)
- Um Policial da Pesada (Martial Law) (過江龍) (1998) (Série de TV)
- Mou man tai (1999)
- The Legend of Zu (2001)
- The Avenging Fist (2001)
- Hidden Enforcers (2002)
- Flying Dragon, Leaping Tiger (2002)
- Men Suddenly in Black (2003)
- Astonishing (2004)
- Around the World in 80 Days (2004) (participação especial)
- Legend of the Dragon (2005)
- Dragon Squad (2005)
- Comando Final (SPL: Sha Po Lang) (2005)
- Twins Mission (2007)
- Resurrection of the Dragon (2008)
- Howling Arrow (2008)
- O Grande Mestre (2008)
- O Grande Mestre 2 (2010)
- Dragonball 2: Reborn - Sr Kaiou Samma (2011)